# Massacres de Paracuellos
Les massacres de Paracuellos sont l'assassinat de plusieurs milliers de prisonniers politiques et religieux par des membres du camp républicain, durant les premières semaines de la bataille de Madrid (novembre-décembre 1936), lors de la guerre d'Espagne. Les faits se sont produits dans la banlieue de Madrid, près du ruisseau San José, à Paracuellos de Jarama, et dans le bois d'Aldovea, à Torrejón de Ardoz.
C'est l'un des épisodes les plus notoires de la Terreur rouge espagnole. 

## Contexte
Environ 5 000 prisonniers politiques et militaires avaient été incarcérés à Madrid avant le début de la guerre, en juillet 1936. Beaucoup d'entre eux avaient été capturés lors du soulèvement raté de la caserne de Montaña, à l'ouest de Madrid. Les prisonniers sont tombés sous le contrôle de la nouvelle Junta de Defensa de Madrid (Comité de défense de Madrid), un comité d'urgence laissé responsable de la ville le 7 novembre, après que le gouvernement républicain, dirigé par Francisco Largo Caballero, a évacué Madrid, pour sa capitale temporaire, Valence.

## Déroulement et victimes

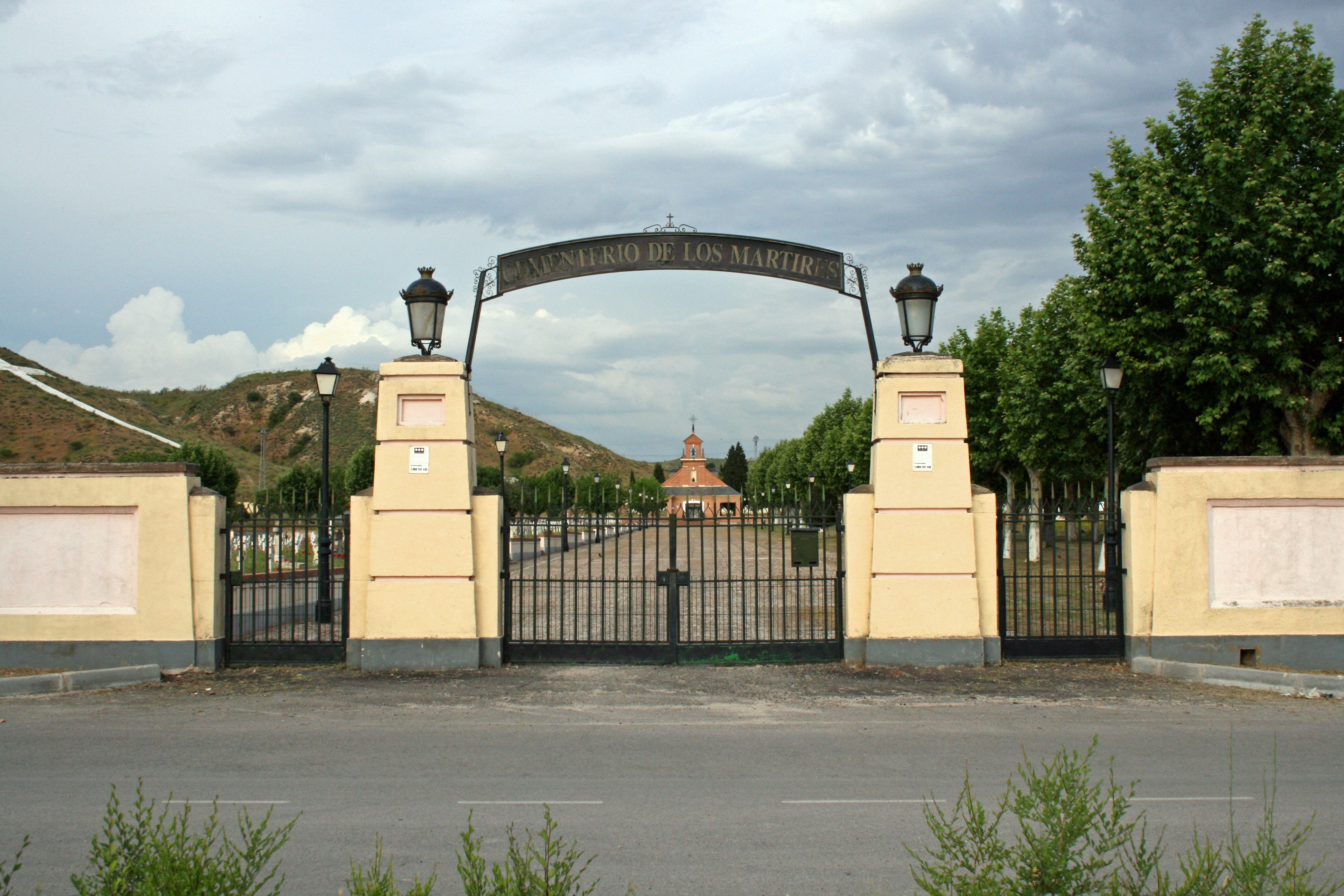
Cimetière des victimes du massacre.

Beaucoup de prisonniers ont été sortis de prison lors des soi-disant « sacas » (extractions), 33 au total, entre le 7 novembre et le 4 décembre, lorsque les nationalistes ont lancé leur assaut sur Madrid, les républicains craignant la présence de tant de prisonniers potentiellement hostiles sur leurs arrières pendant la bataille. Les « extractions » ont été commandées par écrit par les autorités républicaines à Madrid, souvent dans des documents signés par Segundo Serrano Poncela, député de l'ordre public, travaillant directement sous la supervision de l'homme politique communiste Santiago Carrillo. La responsabilité directe de Carrillo dans le massacre est controversée,.
Les assassinats se déroulèrent sur plusieurs jours, les 7, 8, 9, 18, 24, 25, 26, 27, 28, 29 et 30 novembre, et les 1er et 3 décembre. Le 4 décembre, l'anarchiste Melchor Rodríguez, nommé en novembre 1936 Délégué spécial aux prisons par le ministre anarchiste de la justice Juan García Oliver met fin aux exécutions,,,.

## Les protagonistes
- La députée socialiste Margarita Nelken qui fut la première à demander de faire « évacuer » de force les prisonniers pour les fusiller. En revanche, elle n'eut aucun rôle durant la journée du massacre[10] ;
- Le directeur général de la Sécurité Manuel Muñoz (es) ;
- Le socialiste Ángel Galarza, ministre de l'Intérieur (Ministro de Gobernación) dans le gouvernement Largo Caballero ;
- Le communiste Santiago Carrillo, qui deviendra secrétaire général du Parti communiste d'Espagne (PCE) en 1960, responsable de l'ordre public dans le Comité de défense de Madrid du 7 novembre au 24 décembre 1936 que César Vidal désigne comme le principal organisateur des massacres[11].

Selon l'historien britannique Antony Beevor, l'ordre de tuer les prisonniers venait probablement du communiste espagnol José Cazorla Maure, ou, plus indirectement, du conseiller soviétique Mikhaïl Koltsov.

## Typologie et nombre des victimes
On retrouve parmi ces prisonniers des militaires, soit ayant participé au soulèvement militaire des 17 et 18 juillet, soit n'ayant pas rejoint les forces de défense de la République, des phalangistes, des religieux, prêtres surtout, des militants de droite, des bourgeois et d'autres personnes arrêtées car suspectes d'être favorables aux militaires insurgés. Si certains d'entre eux avaient effectivement pris part au soulèvement, la majorité d'entre eux avaient cependant été arrêtées sans motif ni jugées. 

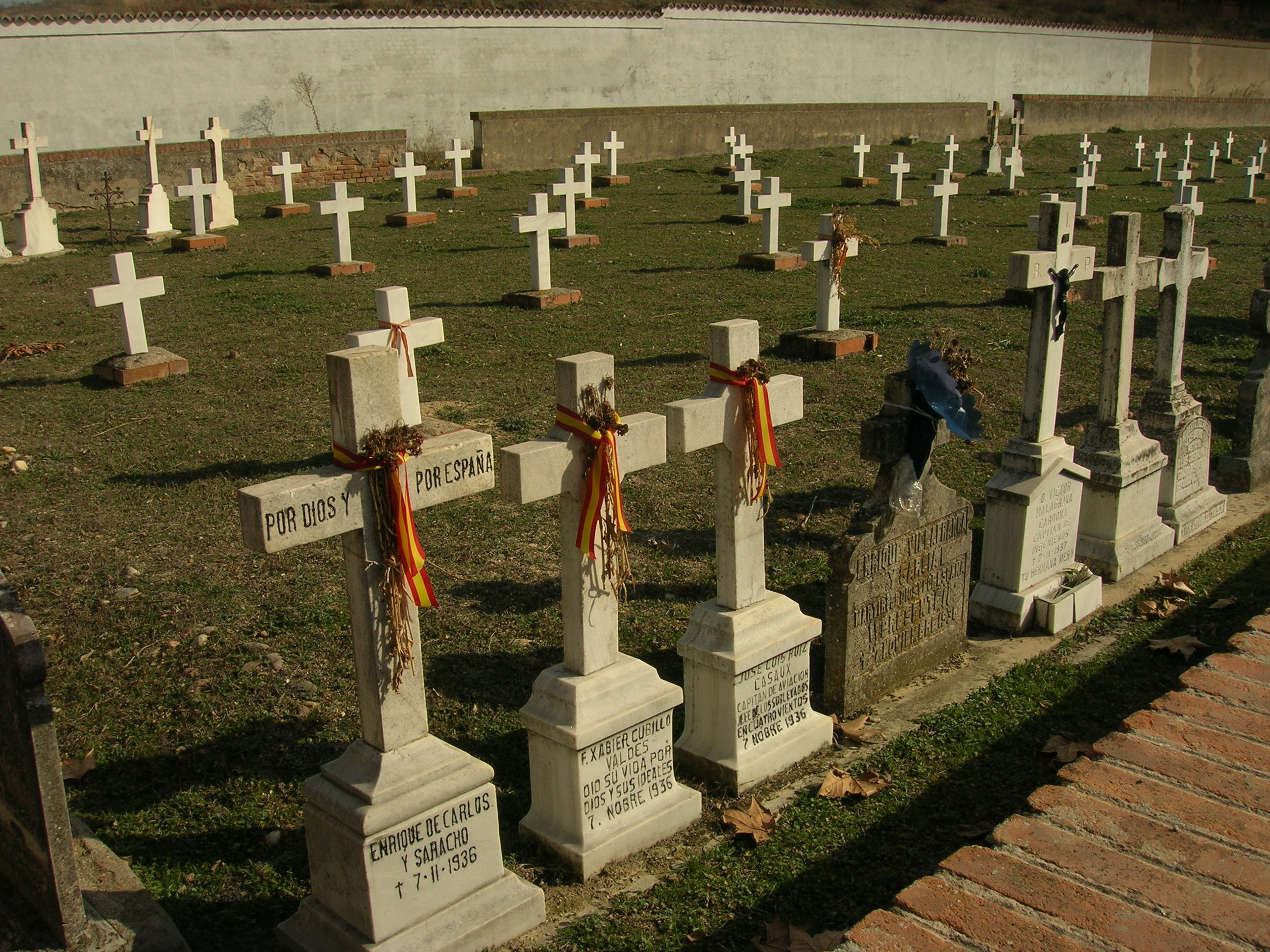
L'une des fosses du cimetière.

Les raisons pour lesquelles les personnes furent fusillées :
- appartenance à un collège catholique ou à une congrégation[14];
- appartenance à une famille de médecins ou d'avocats ;
- sympathisants du soulèvement nationaliste.

Pour l'historien César Vidal dont les conclusions sont critiquées par l'hispaniste irlandais Ian Gibson, il s'agit du plus grand massacre réalisé pendant toute la guerre civile dans l'un ou l'autre des deux camps. D'après Bartolomé Bennassar, le nombre de victimes de ce massacre précis s'élève à 2 000 (sur 10 000 prisonniers).

## Suites
À la fin de 1936, le docteur Georges Henny, représentant de la Croix-Rouge, décida de faire un rapport sur les massacres et de le communiquer à Genève, mais lors de son retour, son avion fut abattu le 8 décembre par les pilotes soviétiques Nikolaï Chmelkov et Gueorgui Zakharov, qui combattaient dans l'aviation républicaine. L'ordre aurait été donné par Alexandre Orlov, un des agents de Staline, afin que personne ne prenne connaissance des exactions du Frente Popular en Espagne.[réf. nécessaire]